# Jorge Loring Martínez
Jorge Loring Martínez (Málaga, 12 de octubre de 1889 - Madrid, 22 de septiembre de 1936) fue un ingeniero y empresario español, pionero de la aviación civil en España, y considerado por la Oficina Española de Patentes uno de los grandes inventoresque registraron en ella sus patentes.

## Biografía

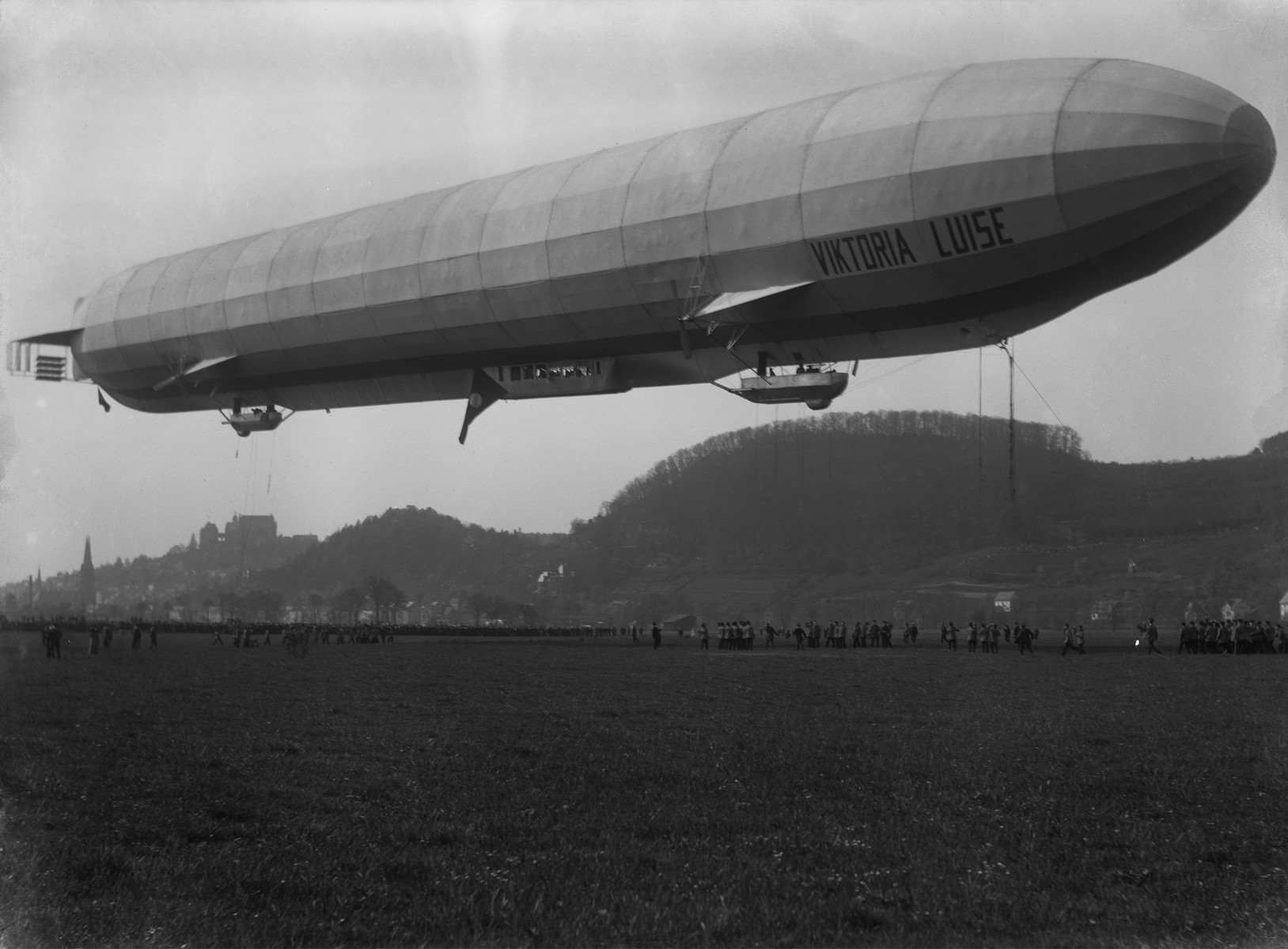
Zeppelin LZ11 Viktoria Luise en 1912 en Marburg.

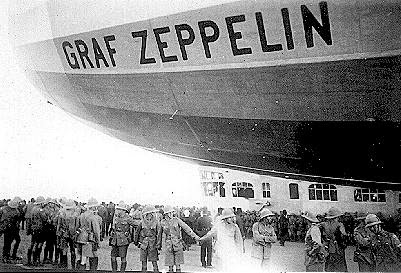
Graf Zeppelin en Almaza (Heliopolis, El Cairo).

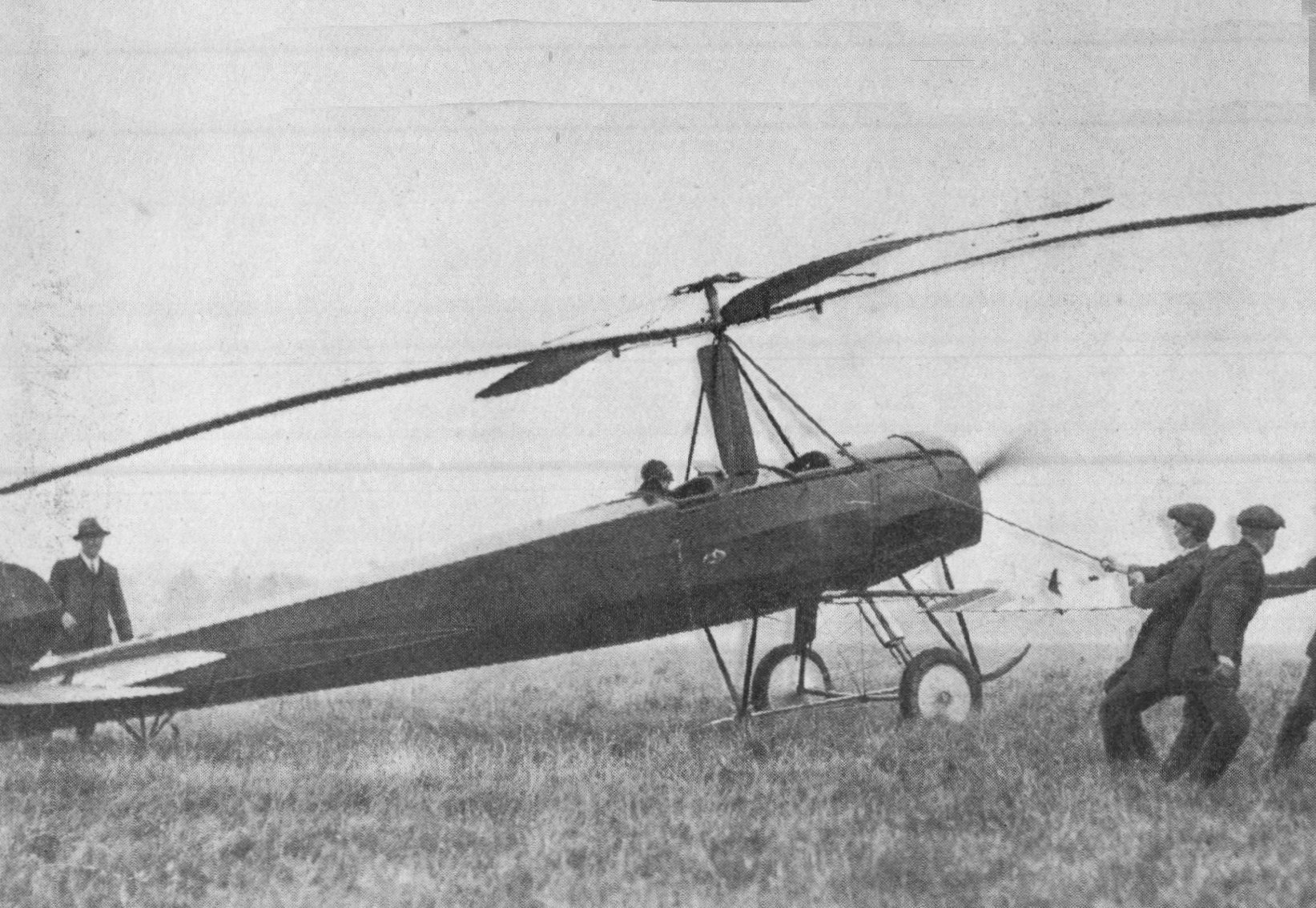
Autogiro Cierva C6 en 1925.

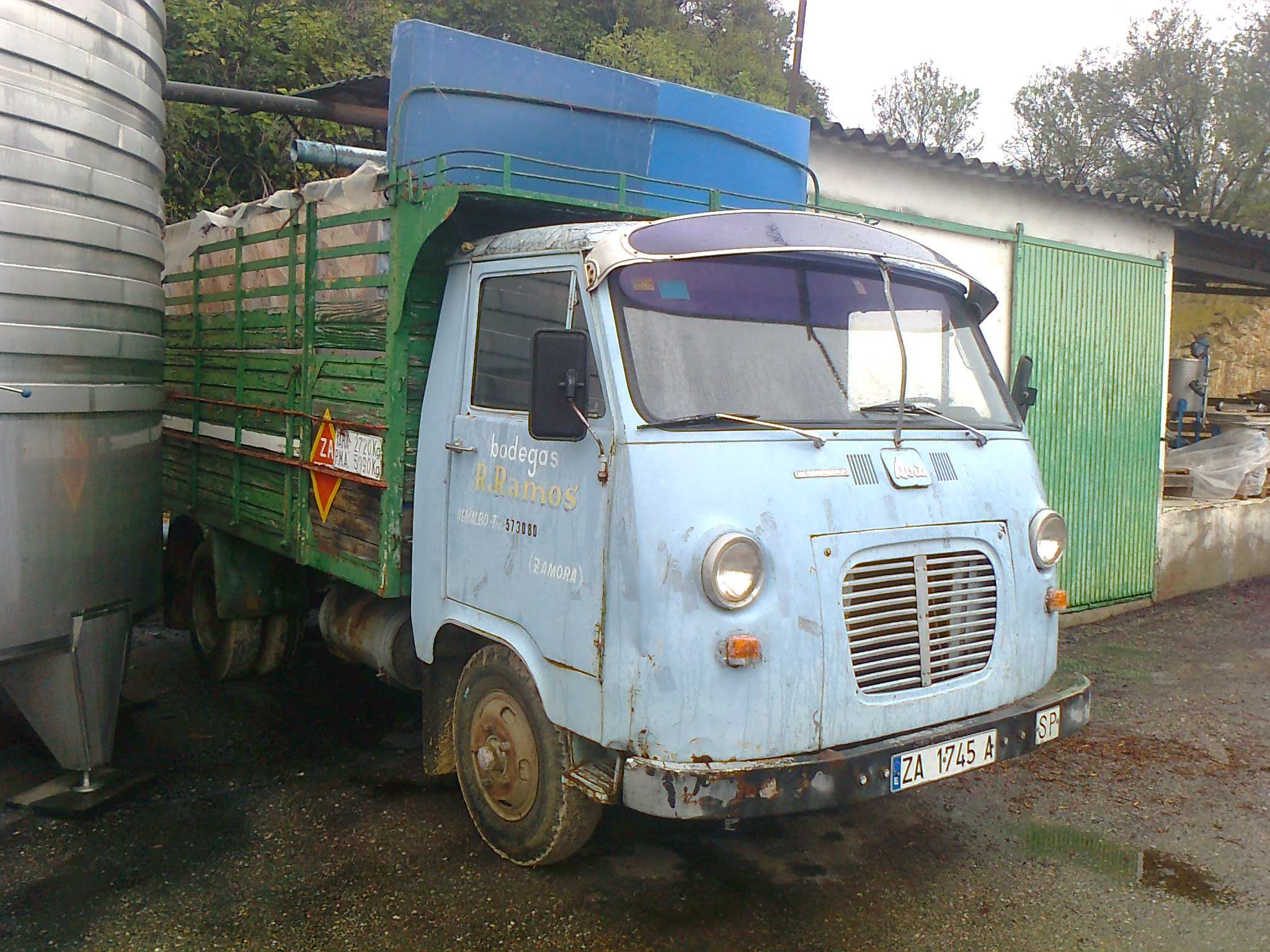
Avia 4000L (año 1972)

Nieto del ingeniero, empresario y político Jorge Loring y Oyarzábal y de Amalia Heredia Livermore, primeros marqueses de Casa Loring, y bisnieto de Manuel Agustín Heredia, nació el 12 de octubre de 1889 en Málaga, en el seno de una acaudalada familia dedicada desde comienzos de siglo a negocios bancarios, mineros, siderúrgicos y ferroviarios.
En 1912 se graduó en Madrid como ingeniero de caminos y en 1916 ingresó en la administración y fue destinado a la Jefatura de Obras Públicas de Ciudad Real, aunque pronto pidió la excedencia para dedicarse a su verdadera vocación: la aviación. Ese mismo año recibió la titulación de piloto de aeroplanos en la Escuela Nacional de Aeronáutica, establecida en Getafe (Madrid), y adquiría un avión (tipo Blériot) fabricado en España que poco después destrozaba en un aterrizaje.
En 1917 entró como director técnico en la Casa Pujol, Comabella y Cía. de Barcelona, dueña de una escuela de pilotos aéreos en el Prat de Llobregat y de unos talleres dedicados a la construcción de automóviles y aviones. 
En 1919, a raíz de conocer al abogado e inventor argentino Raúl Pateras Pescara de Castelluccio, formaron una sociedad para la construcción de sus helicópteros de palas contrarrotatorias según patentes Pateras Pescara aplicada al helicóptero. 
En 1920 consiguió la concesión de la línea de servicios aéreopostales entre Sevilla y Larache (Marruecos español), y tras abandonar la Casa Pujol creó en 1921 la Compañía Española de Tráfico Aéreo (CETA), que fue la primera aerolínea española de transporte civil de pasajeros. Realizó 358 vuelos en un año con tres aviones De Havilland D-H-90 y otros cinco aviones R-III fabricados por Loring. Estuvo explotando la concesión de la línea hasta que fue integrada junto a otras compañías aéreas para formar una empresa monopolista denominada CLASSA, que organizó líneas aéreas desde Madrid a Sevilla y a Biarritz. La compañía CLASSA fue incautada por el gobierno de la República.
En 1922 estableció una escuela privada de pilotos en Carabanchel, (Madrid).
El 14 de diciembre de 1927 inauguró la línea aérea Madrid-Barcelona.
Después de la Primera Guerra Mundial, Alemania no podía fabricar armas ni aviones por el Tratado de Versalles. Esto llevó a colaboraciones con otros países. En 1922 Jorge Loring, el científico Emilio Herrera y los fabricantes alemanes de la firma Zeppelin crearon una línea comercial con dirigibles Sevilla-Buenos Aires para el traslado de pasajeros y mercancías en solo tres días de la cual es nombrado gerente. 
El 16 de abril de 1930 se inauguró la línea de dirigibles Colón Cia. Transaérea Española con la presencia del rey Alfonso XIII, que había aportado financiación. Loring construyó el aeródromo Terminal Sur de Europa en la finca sevillana de Hernán Cebolla, cedida por el torero Ignacio Sánchez Mejías, que también pilotaba aviones. En este aeródromo hicieron escala varios Zeppelin en su ruta hacia Buenos Aires. El vuelo duraba unos tres días mientras que el viaje en barco se dilataba hasta diez días. Las empresas navieras presionaron al gobierno realizando campañas contra el dirigible. El gobierno no concedió los permisos ni las ayudas necesarias para los viajes en Zeppelin.
Al año siguiente comenzaba en los Talleres Loring, radicados en Carabanchel (Madrid), la fabricación de aeronaves para la aviación militar, especialmente biplanos neerlandeses Fokker y diferentes modelos de los autogiros de Juan de la Cierva (en concreto del Cierva C.7 y del Cierva C.12).
Con la Gran Depresión de 1929 Jorge Loring tuvo que afrontar las deudas y los pleitos. Perdió la fábrica y la compró su hermano Manuel con el nombre de Aeronáutica Industrial S.A. (AISA) para fabricar aviones y avionetas de uso militar. Agobiado por las grandes obligaciones financieras de sus proyectos, en 1931 Loring reingresó en el Cuerpo de Ingenieros del Estado.
Antes de comenzar la Guerra Civil recibió un enorme encargo de aviones de la República. Arturo González Gil era un ingeniero que trabajaba para Loring que al producirse la sublevación de julio de 1936 organizó un batallón con los obreros de la fábrica para oponerse a la misma. González Gil murió en el frente de batalla.
Con el estallido de la guerra, Loring buscó inicialmente la protección de la embajada británica. No obstante, siguió con sus actividades empresariales dirigiéndose a diario a sus oficinas en Carabanchel. Fue detenido sin motivo por los republicanos y trasladado a la calle O'Donnell y luego a la comisaría del Congreso. Estuvo tres días preso y fue sometido a un juicio popular del que salió absuelto. Nada más ser liberado fue secuestrado por sus obreros republicanos y llevado en coche hasta una fábrica, donde fue brutalmente asesinado con ayuda de la maquinaria. Su familia reconoció su cuerpo en el cementerio de Carabanchel el 22 de septiembre de 1936. Estaba tan destrozado que la identificación solo fue posible gracias a sus zapatos.
Su esposa Montserrat Miró, de 36 años, quedó con 8 hijos, de los que el mayor tenía 15 años. Se trasladaron a Málaga con unos familiares. Montserrat Miró sacó adelante a sus hijos: dos son jesuitas y cinco son monjas de la Asunción. Franco permitió a los sucesores de Jorge Loring la fabricación de aviones Aeronáutica Industrial S.A.. Manuel Loring y Montserrat Miró vendieron sus acciones a CASA. La familia Loring como Aeronáutica Industrial S.A. se dedicó en Carabanchel a hacer muebles, furgonetas y camiones Avia.
Jorge Loring registró patentes en siete ocasiones, destacando un modelo de aeroplano (pat. n.º 56.912), de 1913, y un propulsador-sustentador aéreo mediante palas (pat. n.º 85.802), de 1923. Las demás (entre 1918 y 1919) hacían referencia a motores y hélices (pats. n.º 68.049, n.º 70.669, n.º 70.908, n.º 71.433, n.º 71.484). Antes de su muerte, Jorge Loring había comenzado la construcción del avión gigante de seis motores capaz de cruzar el Océano Atlántico. El proyecto no siguió adelante tras su fallecimiento.

## Película documental
Con encargo de la Fundación Aena la productora audiovisual Time Zone produjo, en 2012, el documental de 70 minutos Huellas en el cielo con guion y dirección de Sonia Tercero Ramiro y Susan Youdelman-Azcona. Participaron:
Emilio Atienza, catedrático de historia contemporánea,
José Antonio Martínez Cabeza, ingeniero aeronáutico,
Juan Manuel Riesgo, historiador,
Luis Utrilla, historiador aeronáutico,
Mercedes Loring, hija,
Jaime Loring, hijo,
Carmina Loring, hija
Jorge Loring, hijo.